# Olympéion (Agrigente)
Le temple de Zeus olympien (ou Olympéion ; connu en italien sous le nom de Tempio di Giove Olimpico ) à Agrigente, en Sicile était le plus grand temple dorique jamais construit, bien qu'il n'ait jamais été achevé. Il se trouve désormais en ruines dans la Vallée des Temples avec d'autres grands temples grecs.

## Histoire
L'histoire du temple n'est pas claire, mais il a probablement été fondé pour commémorer la Bataille d'Himère (480 av. J.-C.), au cours de laquelle les villes grecques d'Akragas (Agrigente) et Syracuse ont vaincu les Carthaginois d'Hamilcar Barca. Selon l'historien Diodore de Sicile, le temple a été construit en utilisant des esclaves carthaginois, vraisemblablement des soldats vaincus capturés lors de la bataille . Peu mentionné dans la littérature ancienne, l'historien grec Polybe le cite brièvement dans une description d'Akragas au IIe siècle av. J.-C., commentant que « les autres temples et portiques qui ornent la ville sont d'une grande magnificence, le temple de l'olympien Zeus étant inachevé, mais en second lieu il ne semble pas de Grèce en conception et dimensions ».
Selon Diodore, il est resté inachevé en raison de la conquête carthaginoise de la ville en 406 av. J.-C., avec le siège d'Akragas . Le toit du temple manquait déjà à cette époque.
Le temple a été totalement détruit en raison d'un tremblement de terre survenu en 797,. Selon l'historien Tommaso Fazello , il finit par s'effondrer le 19 décembre 1401. Les vestiges du péristyle ont été utilisés pour construire une chapelle byzantine, Fazello ayant redécouvert les ruines du temple au milieu du XVIe siècle.
Au XVIIIe siècle il a été exploité pour fournir des matériaux de construction aux villes modernes d'Agrigente et de Porto Empedocle. Désormais, il se présentes sous la forme d'une large plate-forme de pierre couverte de piliers effondrés et de blocs de pierre.

## Architecture
Le temple, dont la forme de la structure originale est débattue, mesurait 112,7 × 56,3 m au stylobate, avec une hauteur d'environ 20 m. Toute la construction était faite de petits blocs de pierre, ce qui ne permet pas d'établir avec certitude la taille totale du bâtiment. Selon Diodore, les rainures des colonnes situées sur une plate-forme à cinq marches à environ 4,5 m au-dessus du pouvaient loger un homme ; leur hauteur étant estimée entre 14,5 à 19,2 mètres. L'avant du temple possédait sept demi-colonnes et les côtés quatorze demi-colonnes.
Contrairement aux autres temples de l'époque, les colonnes extérieures ne se sont pas imposées comme un péristyle indépendant, mais l'ont été contre un mur nécessaire pour supporter le poids de son entablement. Entre les colonnes se trouvaient des atlas colossaux, des figures de pierre d'une hauteur de 7,5 m environ. Les personnages semblent alternés entre des personnages barbus et rasés, nus et debout, le dos au mur et les mains levées au-dessus de leur tête,.

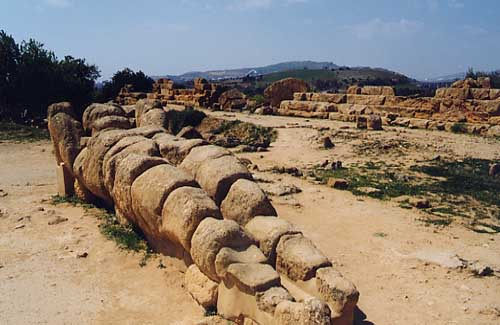
Reste d'un atlas dans le domaine de l'Olympéion.

Le positionnement exact des atlas a fait l'objet d'un débat archéologique, ils se tenaient probablement sur un rebord, en retrait sur la partie supérieure du mur extérieur, supportant de leurs mains tendues, le poids de la partie supérieure du temple. L'un des atlas a été reconstitué au  musée archéologique d'Agrigente et un autre se trouve au sol parmi les ruines. Les tentatives de reconstitution détaillée des atlas sont entravées par leur mauvais état, fortement érodés, leurs pieds semblent manquants,.
Les atlas sont une caractéristique inhabituelle en leur temps et ont été interprétés comme symbolisant l'esclavage grec des envahisseurs carthaginois ou même  attribués aux influences égyptiennes. Joseph Rykwert écrit que « la taille même du temple semble confirmer l'extravagance réputée des Akragans, leur amour de l'étalage ».
La présence de fenêtres entre les colonnes n'est pas confirmée. La cellule était formée par un mur reliant douze pilastres de chaque côté, les angulaires enfermant le pronaos et l' opisthodome. L'entrée de la cella était assurée par un nombre indéterminé de portes. L'intérieur s'inspire de l'architecture phénicienne-carthaginoise: il comprend une immense salle de piliers à trois nefs, dont le milieu est ouvert sur le ciel. Le toit n'a probablement jamais été achevé, bien que les frontons aient un complément complet de sculptures en marbre. L'extrémité est, selon la description de Diodorus Siculus montrait une gigantomachie, tandis que l'extrémité ouest représentait la chute de Troie, symbolisant à nouveau le triomphe des Grecs sur leurs rivaux barbares.

## Images

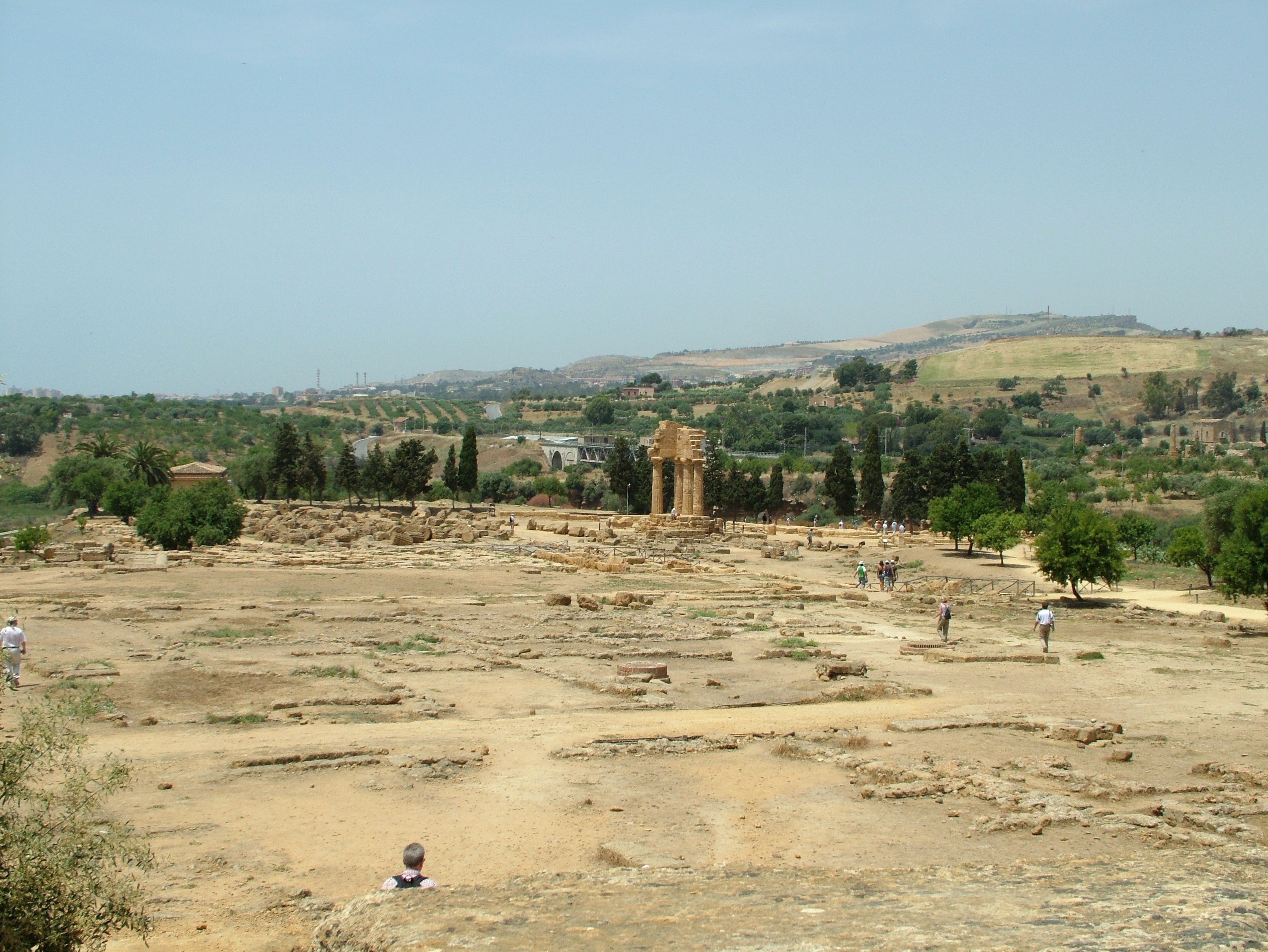
Vestiges de l'Olympiéion
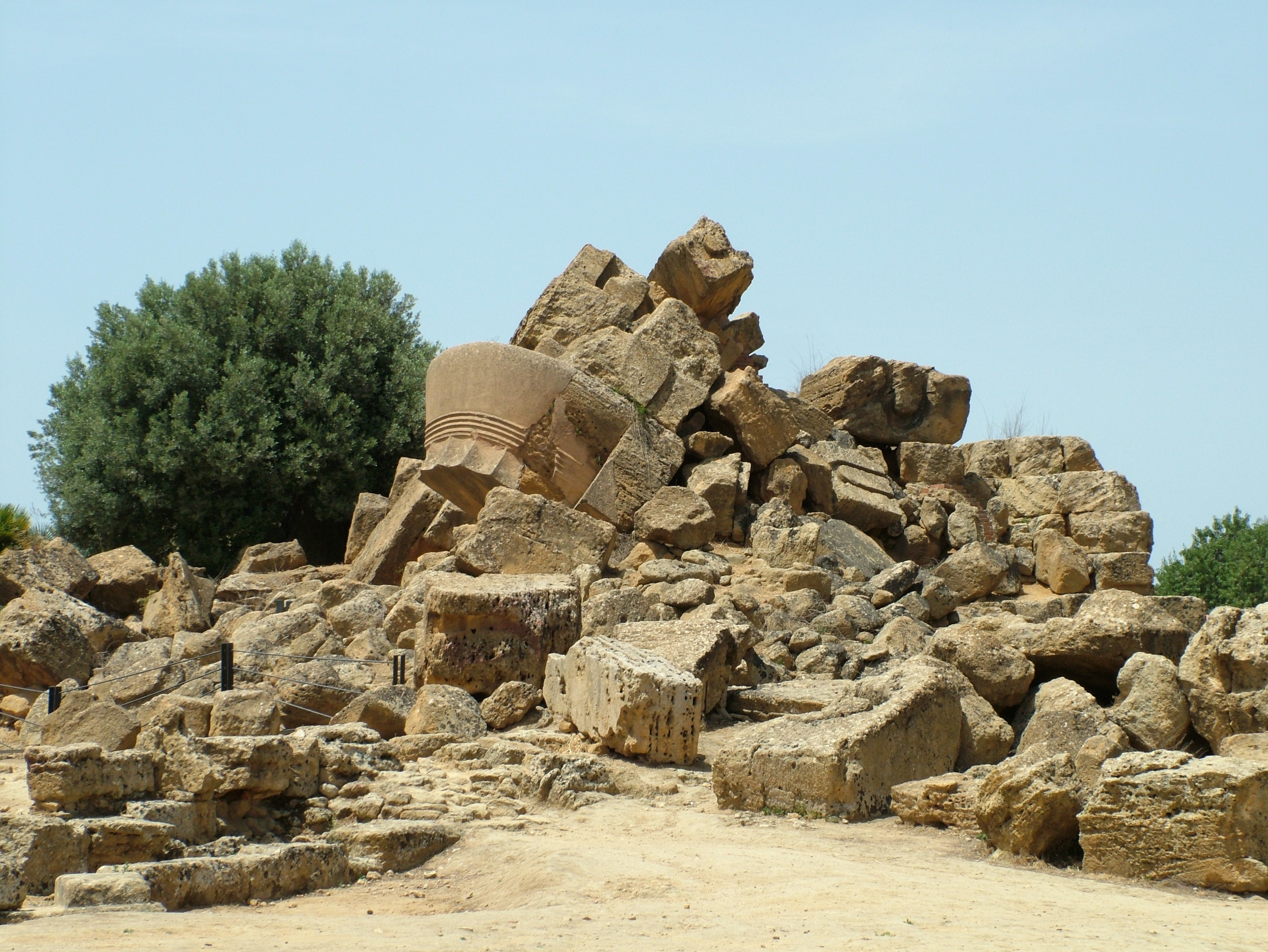
Vestiges de l'Olympiéion; canaux de bardage en U
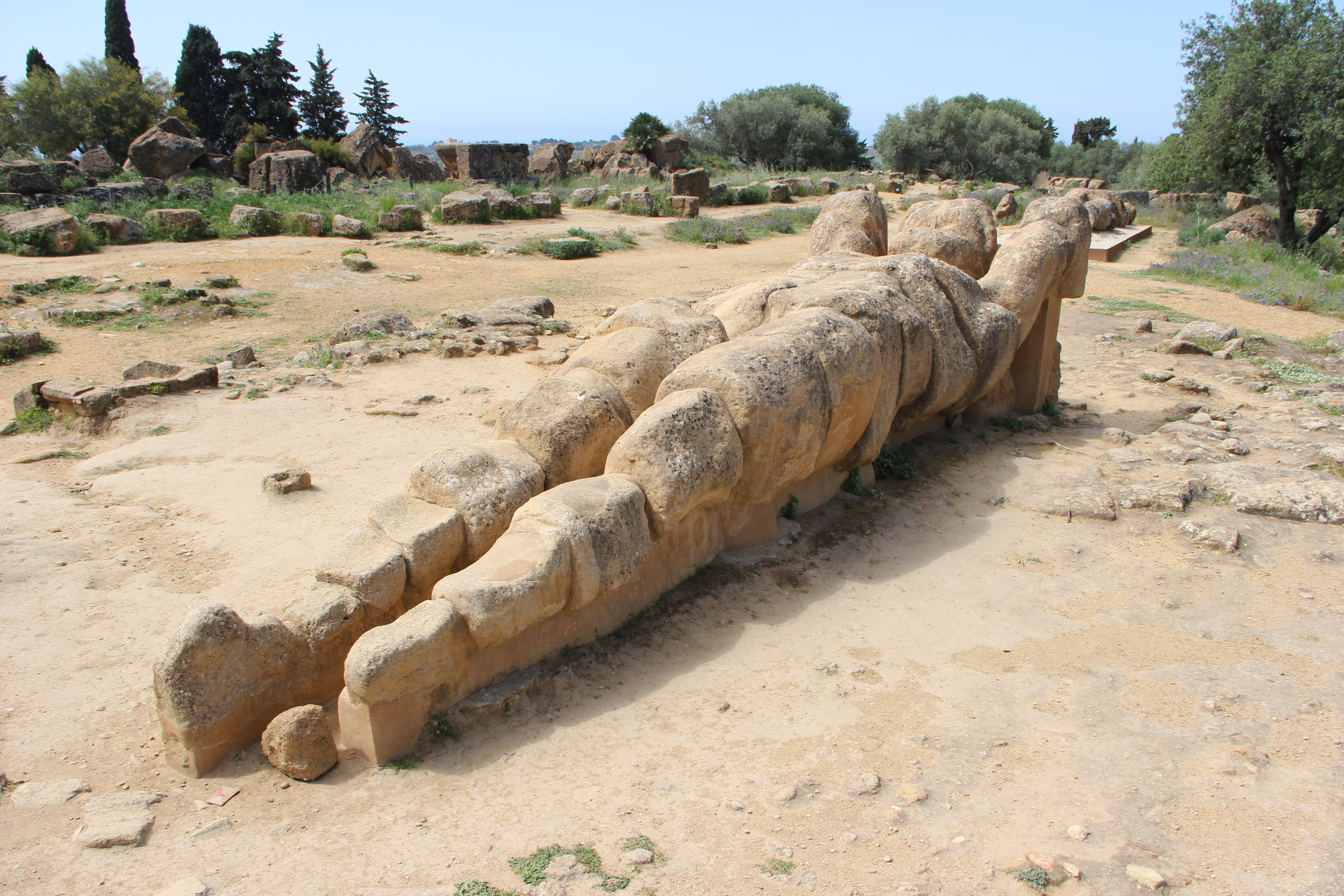
Télamon ou Atlante reconstitué sur le site de l'Olympiéion
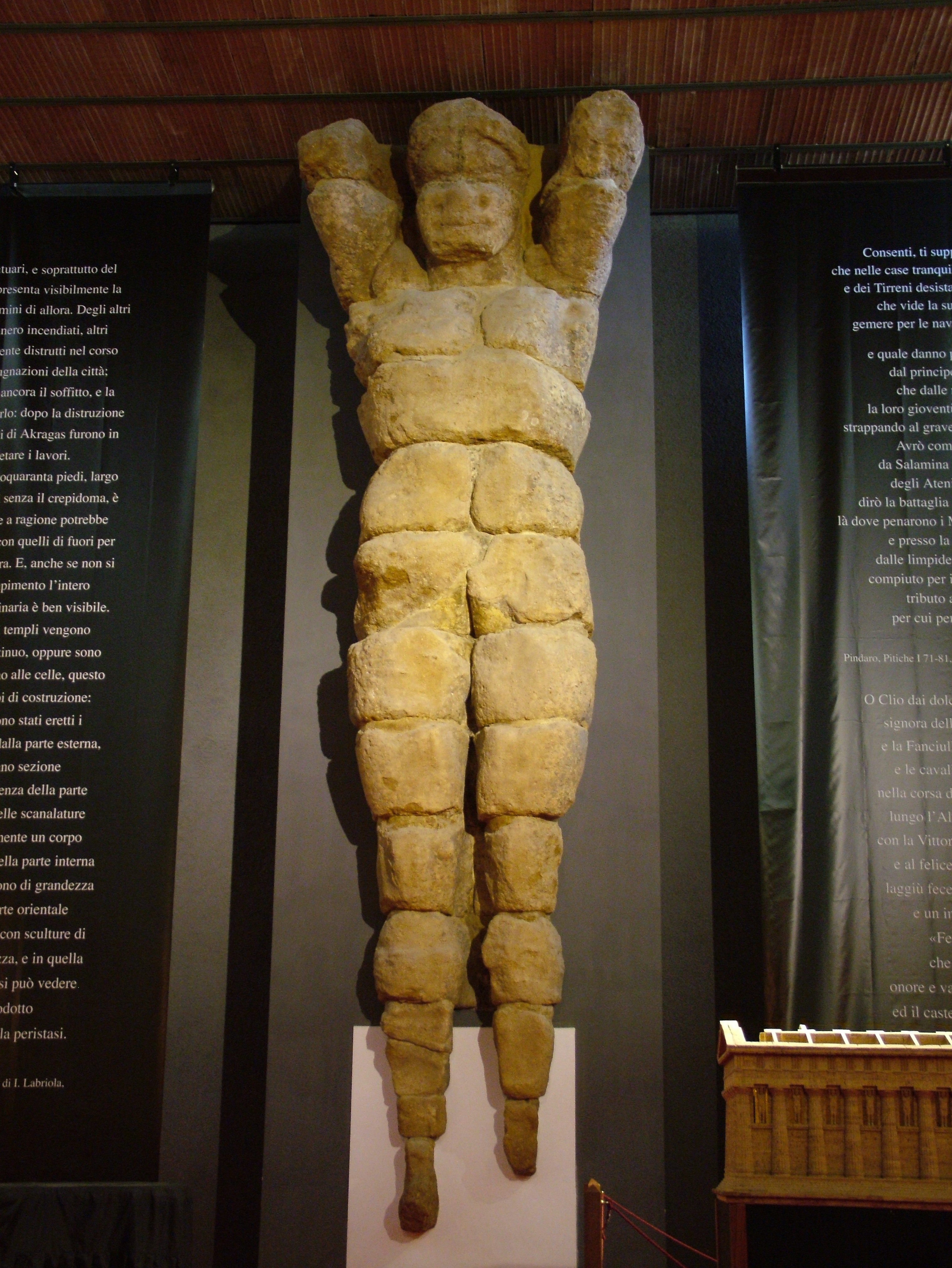
L'original redressé, au musée
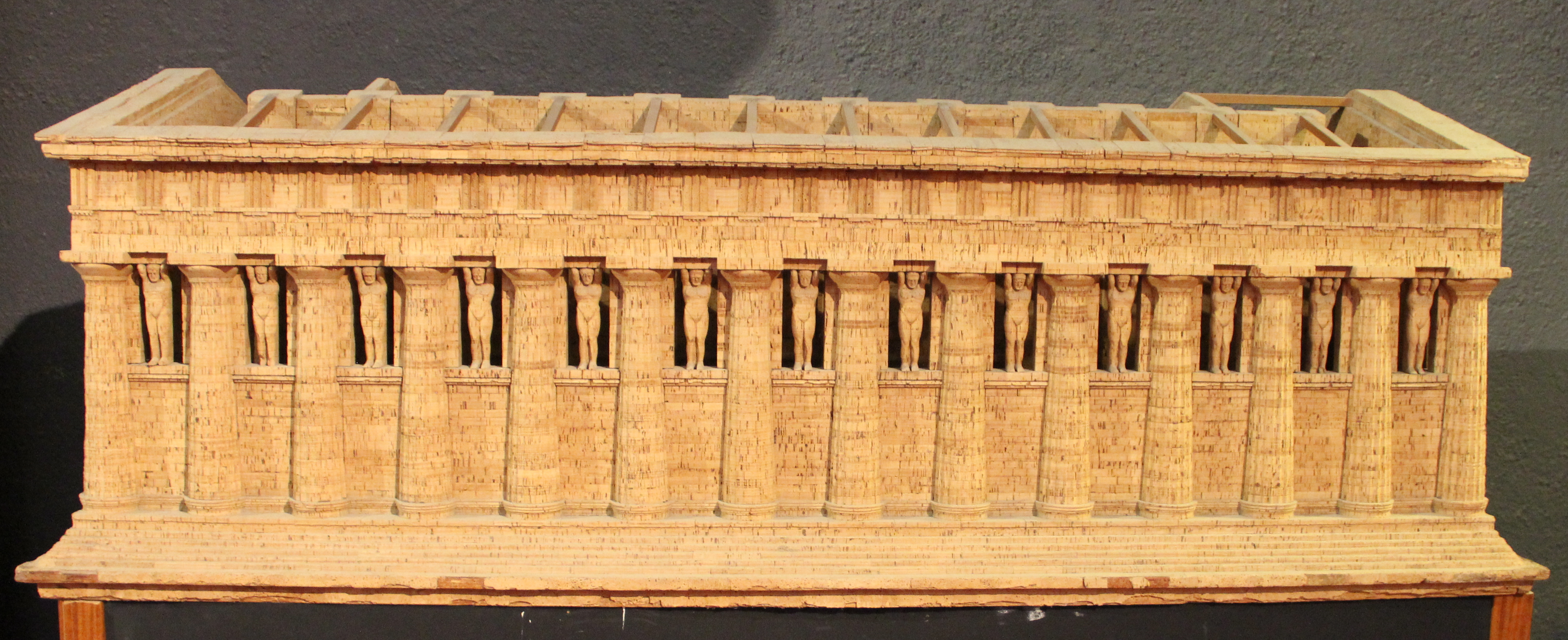
Maquette de l'Olympiéion (musée d'Agrigente)
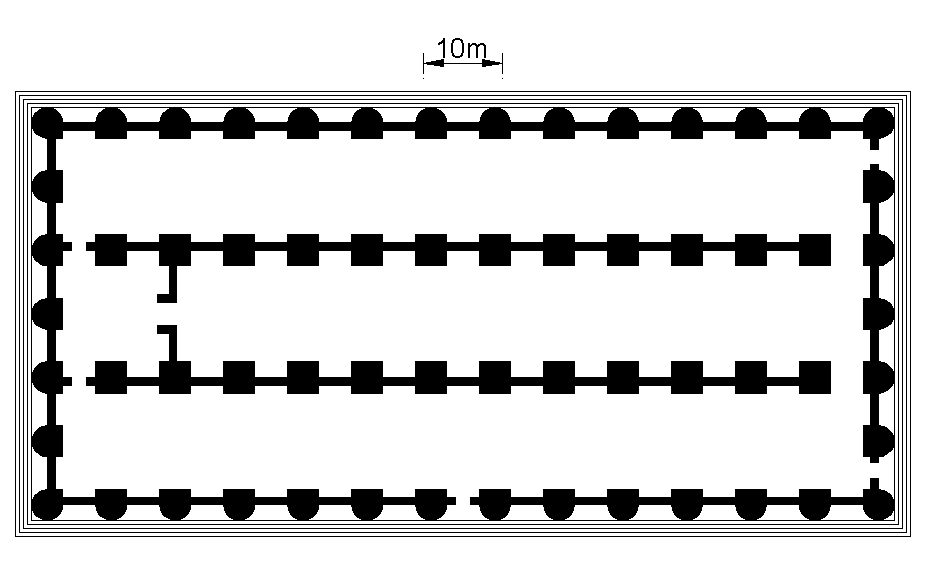
Temple B (Olympiéion)
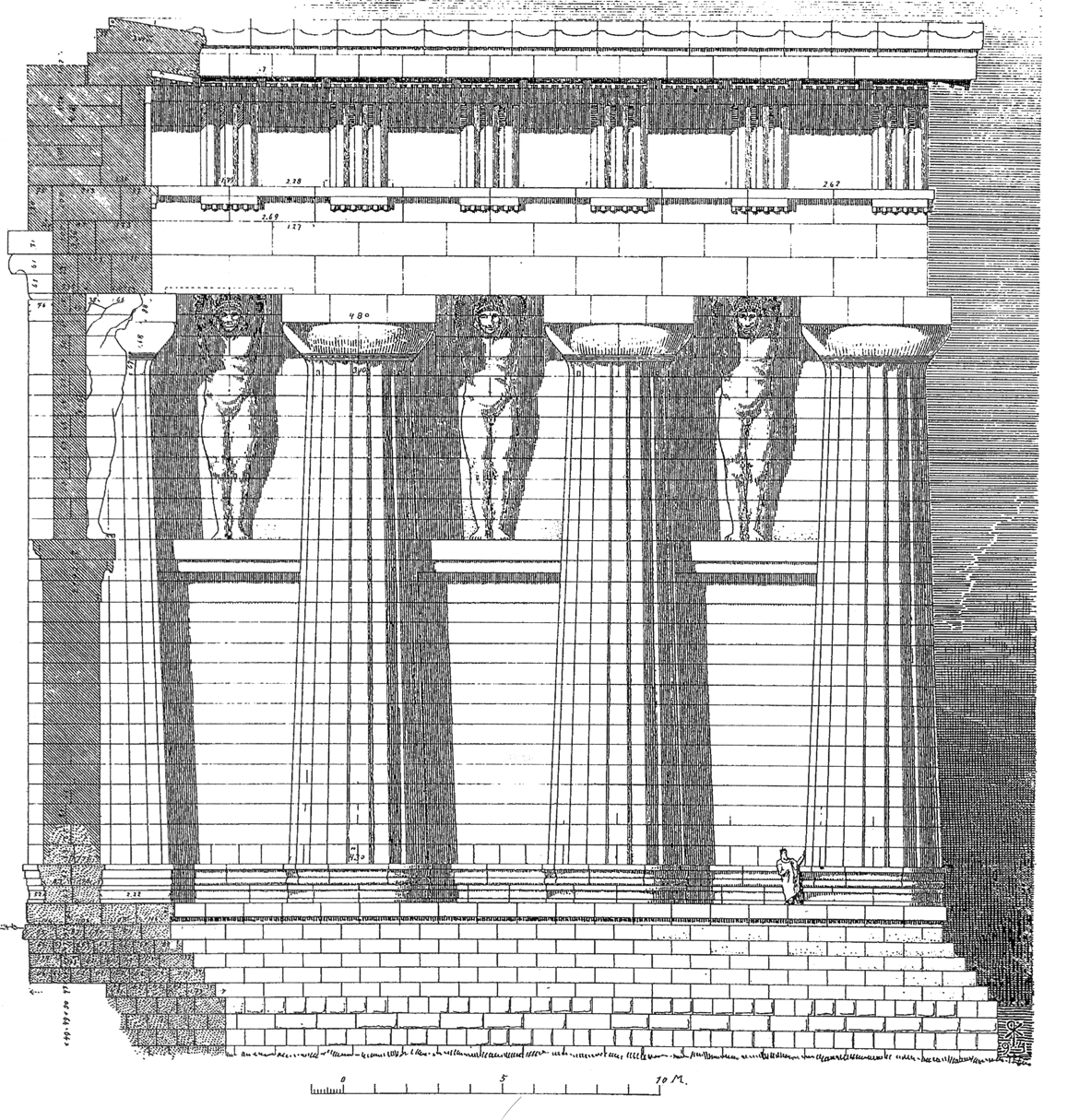
Olympiéion, par Robert Koldewey

## Source de traduction
- (en) Cet article est partiellement ou en totalité issu de l’article de Wikipédia en anglais intitulé « Temple of Olympian Zeus, Agrigento » (voir la liste des auteurs).